# Первомайський (Солонешенський район)
Первома́йський (рос. Первомайский) — селище у складі Солонешенського району Алтайського краю, Росія. Входить до складу Лютаєвської сільської ради.

## Населення
Населення — 101 особа (2010; 177 у 2002).
Національний склад (станом на 2002 рік):
- росіяни — 99 %